# Palikoura
Palikoura (en macédonien Паликура) est un village du centre de la Macédoine du Nord, situé dans la municipalité de Rosoman. Le village comptait 183 habitants en 2002.

## Démographie
Lors du recensement de 2002, le village comptait :
- Macédoniens : 161
- Serbes : 17
- Roms : 4
- Autres : 1